# Brodce
Brodce är en köping i Tjeckien.   Den ligger i regionen Mellersta Böhmen, i den centrala delen av landet, 40 km nordost om huvudstaden Prag. Brodce ligger 204 meter över havet och antalet invånare är 935.
Terrängen runt Brodce är huvudsakligen platt, men åt nordost är den kuperad. Brodce ligger nere i en dal. Runt Brodce är det ganska tätbefolkat, med 67 invånare per kvadratkilometer. Närmaste större samhälle är Mladá Boleslav, 9,3 km norr om Brodce. Trakten runt Brodce består till största delen av jordbruksmark.